# ARO 16
ARO 16 este un prototip, creat din combinarea mecanicii de ARO 10 cu caroseria unui Oltcit Club.
Singurul Aro 16 construit vreodată încă mai există și este într-o stare excepțională de conservare, acesta aflându-se în patrimoniul Muzeului Automobilului Românesc din Câmpulung, unde poate fi și văzut.

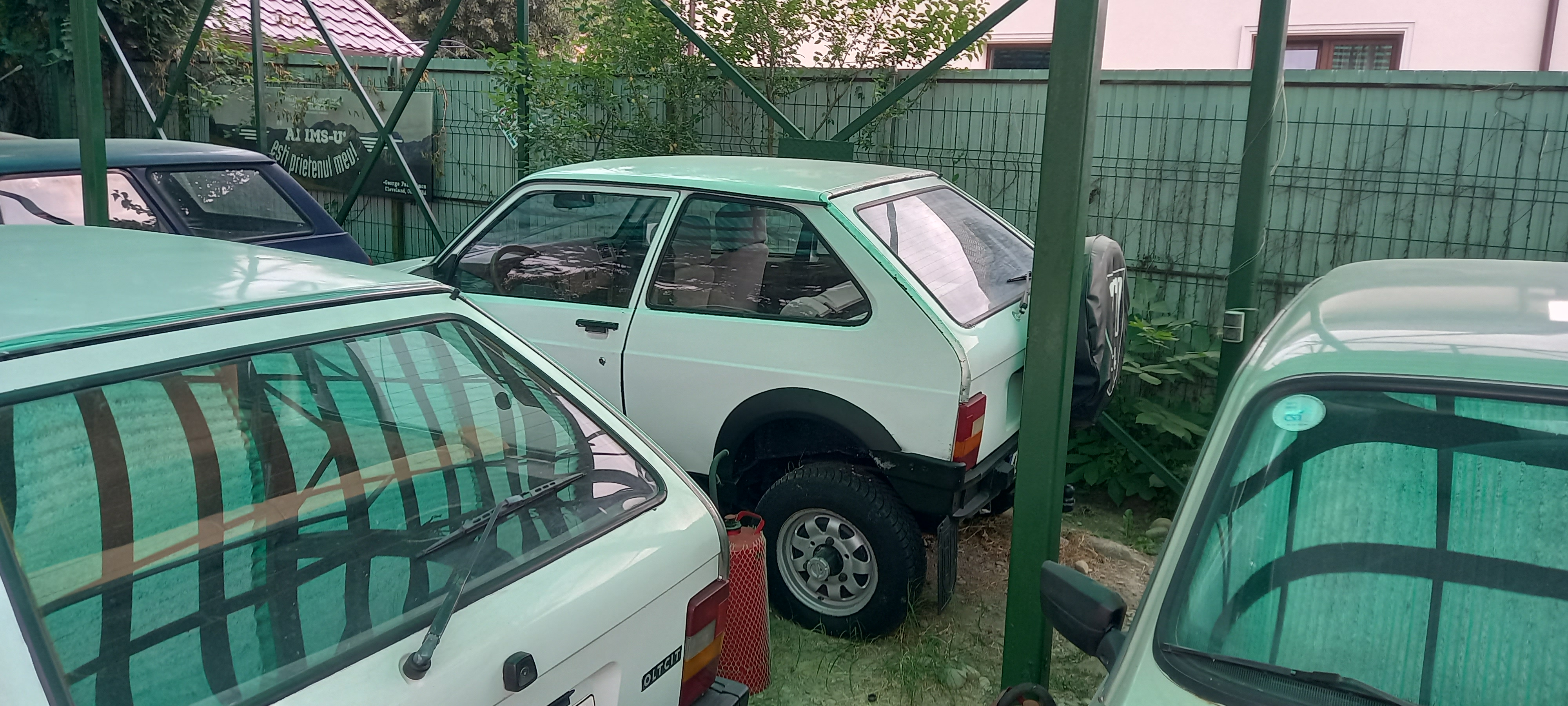
ARO 16 (spate)